# 东风区
东风区是黑龙江省佳木斯市下辖的一个市辖区。區人民政府駐建國街道建國街4號。

## 行政区划
东风区下辖4个街道办事处、1个镇、1个乡：
晓云街道、佳东街道、建国街道、佳南街道、建国镇、松江乡、佳南实验农场和东风区农垦。
2016年前，东风区辖有5个街道：晓云街道，佳东街道，造纸街道，佳南街道，建国街道。佳政函【2016】29号文件将上述5个街道撤销，街道下辖的各社区由东风区直辖。

## 人口
根據第七次人口普查數據，截至2020年11月1日零時，東風區常住人口為121305人。